# Saint-Gilles (Ille i Vilaine)
Saint-Gilles (en bretó Sant-Jili-Roazhon, en gal·ló Saent-Jill) és un municipi francès, situat a la regió de Bretanya, al departament d'Ille i Vilaine. L'any 2006 tenia 3.618 habitants.

## Demografia
| 1962                                       | 1968  | 1975  | 1982  | 1990  | 1999  |
| ------------------------------------------ | ----- | ----- | ----- | ----- | ----- |
| 1.114                                      | 1.137 | 1.916 | 2.808 | 3.059 | 3.463 |
| Des de 1962: població sense dobles comptes |       |       |       |       |       |

## Administració
| Període   | Identitat          | Partit        |
| --------- | ------------------ | ------------- |
| 1983-2001 | Marcel Dutertre    |               |
| 2001-     | Jean-Michel Busnel | Divers droite |